# Petroica rodinogaster
Petroica rodinogaster  (conhecida popularmente como Tordo-rosa) é uma espécie de ave da família Petroicidae.
É endémica da Austrália.
Os seus habitats naturais são: florestas temperadas e florestas subtropicais ou tropicais húmidas de baixa altitude.